# マドックス (DD-731)
| USS Maddox (DD-731) | |
| 艦歴                | |
| 発注                | |
| 起工                | 1943年10月28日 |
| 進水                | 1944年3月19日 |
| 就役                | 1944年6月2日 |
| 退役                | 1969年 |
| その後              | 1985年に台湾でスクラップとして廃棄                                                                                  |
| 除籍                | 1972年7月2日（米海軍） 1985年9月1日（中華民国海軍）                                                                 |
| 性能諸元            | |
| 排水量              | 2,200トン |
| 全長                | 376 ft 6 in（114.8 m）                                                                                              |
| 全幅                | 40 ft（12.2 m） |
| 吃水                | 15 ft 8 in（4.8 m）                                                                                                 |
| 機関                | 2軸推進、60,000 shp（45 MW）                                                                                        |
| 最大速              | 34ノット（63 km/h）                                                                                                 |
| 乗員                | 士官、兵員336名 |
| 兵装                | 38口径5インチ砲6門、 40mm対空機銃12基、 20mm対空機銃11基、 21インチ魚雷発射管10門、 爆雷投射機6基、 爆雷投下軌条2基 |

マドックス（USS Maddox, DD-731）は、アメリカ海軍の駆逐艦。アレン・M・サムナー級駆逐艦の1隻。艦名はウィリアム・A・T・マドックス大佐に因む。

## 艦歴
マドックスは1943年10月28日にメイン州バスのバス鉄工所で起工する。1944年3月19日にハリー・H・ウィルホイト夫人（マドックス大佐の孫娘）によって命名、進水し、1944年6月2日に就役した。

### 第二次世界大戦
マドックスは高速空母任務部隊の護衛として西太平洋で活動し、1945年1月21日に台湾沖で日本軍の特攻機による攻撃を右側士官室付近に受けた。この攻撃により戦死8人、負傷者34人という被害を負った。その後沖縄戦では上陸する海兵隊の支援を行う。7月22日には、野島崎付近で日本の護送船団を攻撃した。

### 朝鮮戦争
朝鮮戦争が始まると第7艦隊と共に国連軍の支援を行い、西海岸およびハワイ水域で平時の作戦活動に従事した。

### ベトナム戦争
1964年8月2日、マドックスはトンキン湾での哨戒中に北ベトナム軍の魚雷艇3隻より雷撃を受ける（トンキン湾事件）。この事件によりアメリカ合衆国はベトナム戦争に本格的に介入していくこととなる。マドックスはその後シードラゴン作戦、マーケットタイム作戦に参加し、探索救助任務に従事、また陸上支援の艦砲射撃を行い、9月17日にロングビーチに向けて帰還する。
ロングビーチへ到着すると、マドックスは1965年1月中旬まで状態維持のまま待機し、その後次回の太平洋配備に備えて訓練および修理を行った。7月10日にロングビーチを出航し、8月初めにトンキン湾で航空母艦と共に作戦活動に従事する。続く4ヶ月にわたってマドックスは空母護衛任務と艦砲射撃任務を南ベトナム沖で交互に行う。11月末に帰路に就き12月16日にロングビーチに帰還した。
カリフォルニア海岸沖での維持および沿岸訓練の後、1966年の夏に海軍兵学校生を乗艦させ訓練巡航を行い真珠湾に向かった。マドックスは11月20日にカリフォルニアを出航し第7艦隊と共に真珠湾、ミッドウェー島、グアム、台湾を訪れた。
主として砲撃支援任務から成る配備はシンガポールへの訪問と、1967年2月8日の赤道通過で中断された。マドックスはフィリピンのスービック湾を出航し、オーストラリア、ニュージーランド、真珠湾経由で帰国する。1967年6月7日にロングビーチに到着、沿岸訓練の後10月13日にオーバーホールのためロングビーチ海軍造船所に入る。作業は1968年2月に完了し、その後西海岸で回復訓練を行う。7月5日に西太平洋に向けて出航した。12月に母港のロングビーチに帰還し、オーバーホールと維持作業が行われた。マドックスは1969年に退役し、海軍予備役艦隊で保管された。1972年7月2日に除籍され、7月6日に台湾に売却、鄱陽（Po Yang）と改名された。鄱陽は近代化改装を受けることなく1985年にスクラップとして解体されたが、一部が海軍兵器学校で教習用として保存されている。
マドックスはトンキン湾での功績で海軍殊勲部隊章を受章した。また、第二次世界大戦の戦功で4個の従軍星章および朝鮮戦争の戦功で6個の従軍星章を受章した。